# Curia Iulia

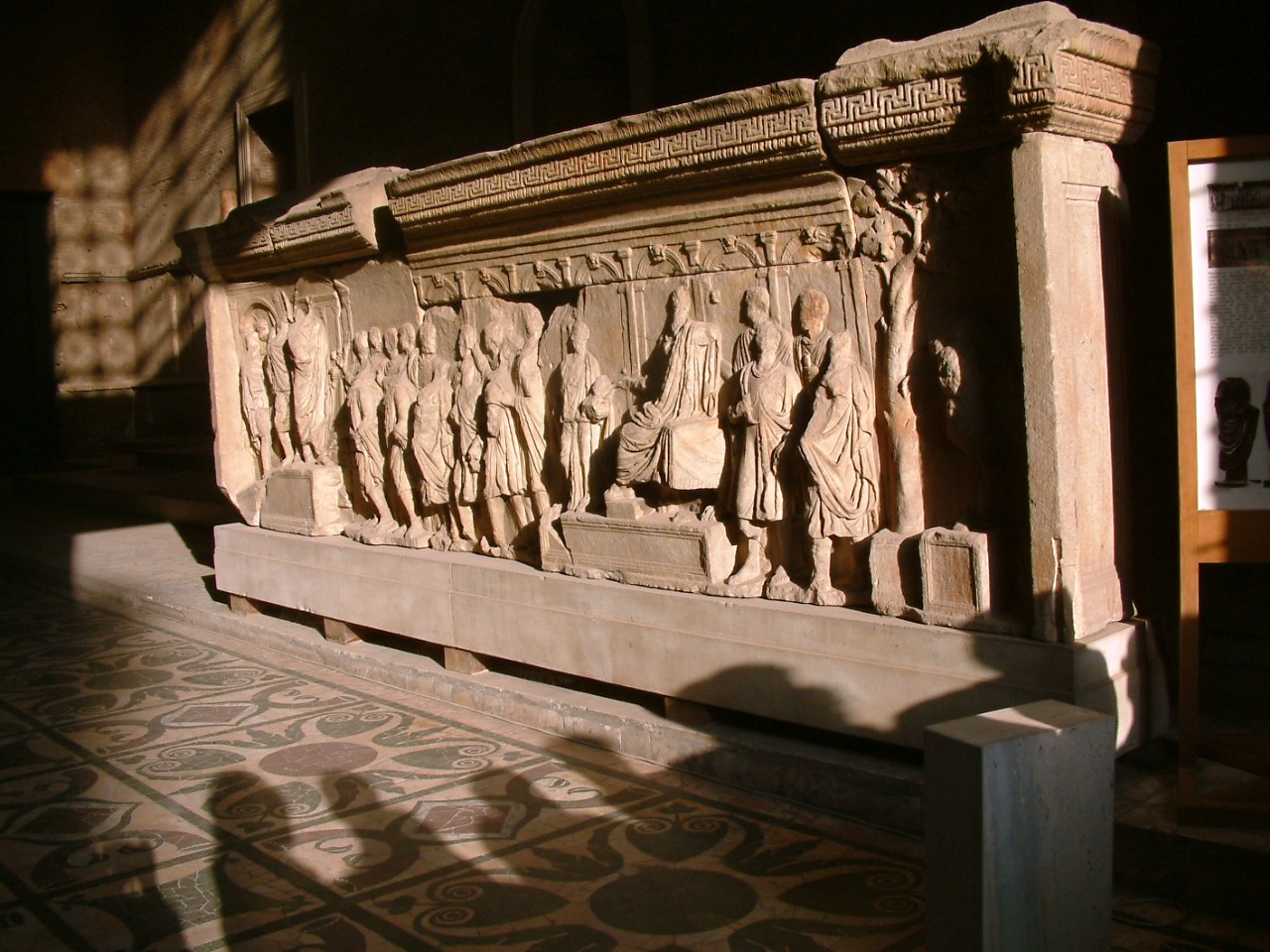
Widok wnętrza Kurii – stan obecny

Curia Iulia (z łac. Kuria (prawdopodobnie miejsce spotkań) Juliusza) – budynek na Forum Romanum przeznaczony na posiedzenia senatu w starożytnym Rzymie. Podobne budynki były stawiane w miastach zakładanych przez Rzymian, odbywały się w nich posiedzenia Rady Dekurionów.
Rzymski budynek powstał w VI w. p.n.e., został wybudowany za czasów króla Tullusa Hostiliusza (Curia Hostillia). Budynek spłonął i został odbudowany za czasów Juliusza Cezara (Curia Iulia), podczas przebudowy forum, oraz po pożarze 283 r. przez Dioklecjana. Odbudowa po pożarze została przeprowadzona najprawdopodobniej według planów spalonego budynku. W 630 roku papież Honoriusz I zlecił przebudowę budynku w kościół pw. św. Hadriana.
Kuria była wybudowana z cegły. Ściany były wyłożone marmurem w części dolnej i ozdobione w części górnej sztukaterią. Posadzka z mozaiki z czerwono-zielonego porfiru została położona w IV wieku. W sali posiedzeń, naprzeciwko wejścia znajdowało się podium, przeznaczone dla prezydium senatu. Wzdłuż bocznych ścian wybudowane były stopnie, na których najprawdopodobniej stały krzesła senatorów. Posadzka była wyłożona marmurem. W sali stał także ołtarz bogini Wiktorii i jej złota statuetka.
Drzwi z Kurii zostały wymontowane w 1660 roku i stanowią dzisiaj środkowe drzwi do bazyliki św. Jana na Lateranie. W 1937 roku Kurii przywrócono dawny wygląd.